# Jochen Flinzer
Jochen Flinzer (* 1959 in Bad Harzburg) ist ein deutscher Konzeptkünstler. Sein Medium ist die Stickerei.

## Leben und Werk
Flinzer studierte von 1977 bis 1982 an der Hochschule für Bildende Künste Hamburg bei Almir Mavignier. Er lebt und arbeitet in Hamburg. 2008 wurde er zum Professor an der Akademie der Bildenden Künste Nürnberg berufen.
Jochen Flinzer ist durch seine gestickten Kunstwerke bekannt geworden. Statt mit dem Stift zeichnet Flinzer quasi mit Nadel und Faden auf Karton oder Leinwand. Ein von ihm ausgewähltes vorgefundenes Motiv in den Umrisslinien nachstickend, ergibt sich ein „janusköpfiges“ Bild mit Vorder- und Rückseite. Beide Seiten des Bildes sind untrennbar miteinander verknüpft und doch zugleich eigenständig.

## Ausstellungen (Auswahl)
- 2008: Grün, Dommuseum Frankfurt, Frankfurt am Main
- 2006: Das Achte Feld / The Eighth Square, Museum Ludwig, Köln
- 2004: 9. Triennale Kleinplastik, Fellbach, Germany
- 1998: Loose Threads, Serpentine Gallery, London

## Auszeichnungen
- 1988: Hamburger Arbeitsstipendium für Bildende Kunst
- 1996: Ernst Barlach Preis